# Там вдали есть зелёный холм
« Там вдали есть зеленый холм » -  христианский гимн, первоначально написанный как детский гимн, но теперь его исполняют на Страстной неделе . Слова написаны Сесил Фрэнсис Александер, а самая популярная мелодия - Уильямом Хорсли . 

## История
Текст был впервые опубликован в « Гимнах для маленьких детей» (1848 г.), и глубокий, но простой текст хорошо отражает эту первоначальную цель. Гимн стал популярным после его публикации в 1868 году в приложении к первому изданию « Гимнов древних и современных» вместе с мелодией «Хорсли».  Муж автора считал его одним из лучших произведений, написанных его женой, с более поздними оценками, согласующимися по этому поводу: в начале 20 века отмечалось прекрасное поэтическое мастерство поэта и провозглашалось, что «она превзошла всех других авторов священных песен, встретив растущий спрос на детские гимны ».  Французский композитор Шарль Гуно, который в 1871 году сочинил музыкальное оформление текста гимна  , считал его «самым совершенным гимном на английском языке», отчасти благодаря его поразительной простоте. 
Несмотря на кажущуюся простоту, этот текст остается хорошо известным сегодня благодаря «ясному изображению искупительной жертвы Христа». Он появился в более поздних публикациях, таких как English Hymnal (1906), и остается популярным по сей день, появляясь в большинстве компиляций. Ученый Джон Ричард Ватсон отмечал, что со времени его первой публикации «было бы трудно найти крупную книгу или сборник гимнов, в который он не вошел ».  

## Текст
Текст состоит из пяти общих метрических строф. Он основан на словах Апостольского Символа веры «Пострадал при Понтии Пилате, был распят, мертв и похоронен»  и является примером метрического перефразирования Символа веры, где каждый артикль расширен, чтобы сформировать полный гимн.  Его можно кратко охарактеризовать как «трогательное» описание Христа, умирающего за грехи людей и проливающего Свою «искупительную кровь», чтобы «спасти всех нас». 
Первая строфа относится к Голгофе (Голгофе). Согласно легенде, автор часто проходила мимо «зеленого холма», когда шла от своего дома в Дерри, и, возможно, она связала это с далеким – как физически, так и по времени – местом распятия . «Вне» во второй строке обычно означает «снаружи», и некоторые гимны явно вносят это изменение.

## Мелодия
Самая распространенная мелодия - «Хорсли», названная в честь ее автора Уильяма Хорсли . Впервые он был опубликован в виде четырехчастного сеттинга с фигурным басом в сборнике Twenty Four Psalm Tunes and Eight Chants (Лондон: Addison & Hodson, 1844). Первоначальная гармонизация была сохранена в издании « Гимны древние и современные» 1868 года и сохраняется до сих пор.  
В Соединенных Штатах этот гимн также часто исполняется на мелодию «Зеленый холм» композитором Джорджем Стеббинсом . Первоначально он был задуман как декорация для текста гимна и опубликован в Gospel Hymns No. 3 (Chicago: Biglow & Main, 1878). Этот параметр использует последнюю строфу как припев.  В основном это пошаговое мелодическое движение, оно отличается медленным гармоническим ритмом, который в конечном итоге приводит к вершине в финальной строке. 